# Purtse (rzeka)
Purtse (est. Purtse jõgi) – rzeka w prowincji Virumaa Zachodnia w Estonii. Rzeka wypływa około 10 km na północny wschód od miejscowości Roela oraz około 7 km na północny zachód gminie Vinni. Uchodzi do Morza Bałtyckiego na wschód od wsi Liimala. Ma długość 51 km i powierzchnię dorzecza 810 km². Rzeka ma charakter rzeki górskiej z odcinkami o wartkim prądzie oraz progami wodnymi. Jest miejscem tarła łososia i pstrąga. Dopływami Purtse są rzeki: Hirmuse, Kohtla, Erra, Ojamaa.